# دایگو تاکاهاشی
دایگو تاکاهاشی (انگلیسی: Daigo Takahashi؛ زادهٔ ۱۷ آوریل ۱۹۹۹) بازیکن فوتبال اهل ژاپن است.
از باشگاه‌هایی که در آن بازی کرده‌است می‌توان به باشگاه فوتبال شیمیزو اس-پالس اشاره کرد.